# 袁海文
袁海文（英語：Ramon Yuen Hoi-man，1986年9月24日—），前任香港深水埗區議會荔枝角中選區議員，是一名特許財經分析師，曾任香港民主黨司庫。

## 生平
袁海文畢業於拔萃男書院、保良局莊啟程預科書院，並於香港理工大學獲得工程及工商管理雙學士學位，期間曾到法國馬賽商學院及中國人民大學當交換生。2009年於理工大學的“理大萬威科技創業擂台陣”，他與隊友合作開發、方便專業人員和外行者作曲填詞的“EasyMusic”應用軟件奪得冠軍，並於2010年再以“EasyMusic”代表香港理工大學參加國際學生創新挑戰賽。
大學於法、中兩次交流期間，啟發他踏上政途，他向《明報》引述：「在法國當交換生時，每天看見很多罷工運動。我當時心想：『為何香港人只懂鬧，卻不敢以行動做呢？』其後我到內地人民大學修讀政治學課程，又了解到原來香港能對『相對封閉』的內地起很大影響。兩種經驗都讓我覺得，我一定要去做些事。」

## 從政生涯
袁海文認為，要制訂周全的政策，研究時一定要由下而上，最後因民主黨的紮實地區工作而加入。加入民主黨後，在涂謹申帶領下與黨內另一太子社區主任劉俊業於2010年初成立旺角太子工作團隊，服務區內市民。近期重點工作包括要求重新發展及規劃洗衣街水務署及食環署用地、港鐵染布房街及園圃街隔音屏和立法規管光污染等。從政時期最具爭議便是與私人集團領展關係甚密。從政以來主打美容騙案，打擊無良硬銷手法為主。
於2011年香港區議會選舉，袁於旺角南區挑戰老將仇振輝，未能勝出。
| 選區   | 編號 | 政黨       | 候選人         | 票數（百分比） |
| ------ | ---- | ---------- | -------------- | -------------- |
| 旺角南 | 1    | 民主黨     | 袁海文         | ,0660 (27.41%) |
| 旺角南 | 2    | 西九新動力 | 仇振輝（當選） | 1,610 (72.59%) |

及後於2012年香港立法會選舉，獲民主黨安排加入黃碧雲團隊參與九龍西地區直選，排名單第四位。
從2013年起，袁轉往深水埗區工作。主力服務「西九四小龍」一帶屋苑，包括泓景臺、昇悅居、宇晴軒及一號·西九龍。
袁在2015年香港區議會選舉在荔枝角中擊敗經民聯李祺逢當選，自2011年區議會選舉莊志達棄選後，民主黨重新進佔深水埗。
| 選區     | 編號 | 政黨              | 候選人         | 票數（百分比） |
| -------- | ---- | ----------------- | -------------- | -------------- |
| 荔枝角中 | 1    | 經民聯/西九新動力 | 李祺逢         | 2,229 (48.65%) |
| 荔枝角中 | 2    | 民主黨            | 袁海文（當選） | 2,353 (51.35%) |

### 劍指立法會
於2016年香港立法會選舉，袁參與民主黨初選，希望進軍立法會，但最終不敵現任同黨九龍西現任議員黃碧雲。其後他排黃碧雲名單第二位。獲得26,037票。在這次選舉中，他未能當選。
2018年，袁海文基參加「2018年香港立法會補選民主派初選」(九龍西選區)。當袁海文表示參選時，每位民主黨立法會議員，每人各寫一張五萬元支票給袁海文作經費。2018年1月15日，民主動力公佈初選結果，袁海文敬陪末席。
| 初選候選人 | 電話調查        | 實體投票          | 組織投票       | 總分    | 名次   |
| ---------- | --------------- | ----------------- | -------------- | ------- | ------ |
| 馮檢基     | 633票（32.68%） | 2,036票（16.41%） | 16票（14.29%） | 23.52分 | 第２名 |
| 姚松炎     | 938票（48.43%） | 9,780票（78.83%） | 78票（69.64%） | 64.22分 | 第１名 |
| 袁海文     | 366票（18.89%） | 591票（4.76%）    | 18票（16.07%） | 12.25分 | 第３名 |

2020年立法會選舉，袁海文再度參選民主黨初選，再次與黃碧雲爭取民主黨提名出戰九龍西直選，但其後敗於黃碧雲，及後袁海文加入黨友涂謹申於超級區議會出選的名單。

## 其他事件

### 投訴親建制派大律師陳文慧違犯專業操守
2020年4月6日，區諾軒因為大聲說話，被控两项袭警罪名成立。不過，有關案件的主控官陳文慧，其後被揭曾於網上散播針對泛民主派的仇恨言論及假新聞，例如訛稱元朗襲擊事件是林卓廷帶領暴徒挑釁在先，又上載和多命建制派人物的合照。及後，袁海文對大律師公會投訴陳文慧，指其政治立場鮮明令人懷疑檢控公正，行為令公眾對大律師專業及捍衛法治等信心有影響，亦是令大律師行業蒙羞，違反大律師公會行為守則。

### 揶揄楊明醉駕事件
親中派藝人楊明於2020年8月8日懷疑酒後駕車失事，送院時滿身酒氣步履不穩，而楊明被送往瑪麗醫院後因拒絶提供酒精測試被捕。事件引起公眾關注，其中袁海文便於楊明所開的燉湯店對面，掛上一幅提醒巿民「切勿酒後駕駛」的橫額，上面有眼部打格，疑似楊明被三名警員扶住的相片及一條選擇題，「你認為他駕駛前做了甚麼？A. 飲了燉湯 B.飲到劏」。

## 公職
- 深水埗區議員（2016年-2023年）

## 參看
- 涂謹申
- 劉俊業

## 外部連結
- 民主黨：袁海文（页面存档备份，存于）
- 黃碧雲撐袁海文「光復四小龍」（页面存档备份，存于）

| 議會席位 | 議會席位                               | 議會席位                       |
| -------- | -------------------------------------- | ------------------------------ |
| 首任     | 深水埗區議會荔枝角中選區 2016年—2023年 | 繼任： 末任（選區改為深水埗西) |